# Rømø

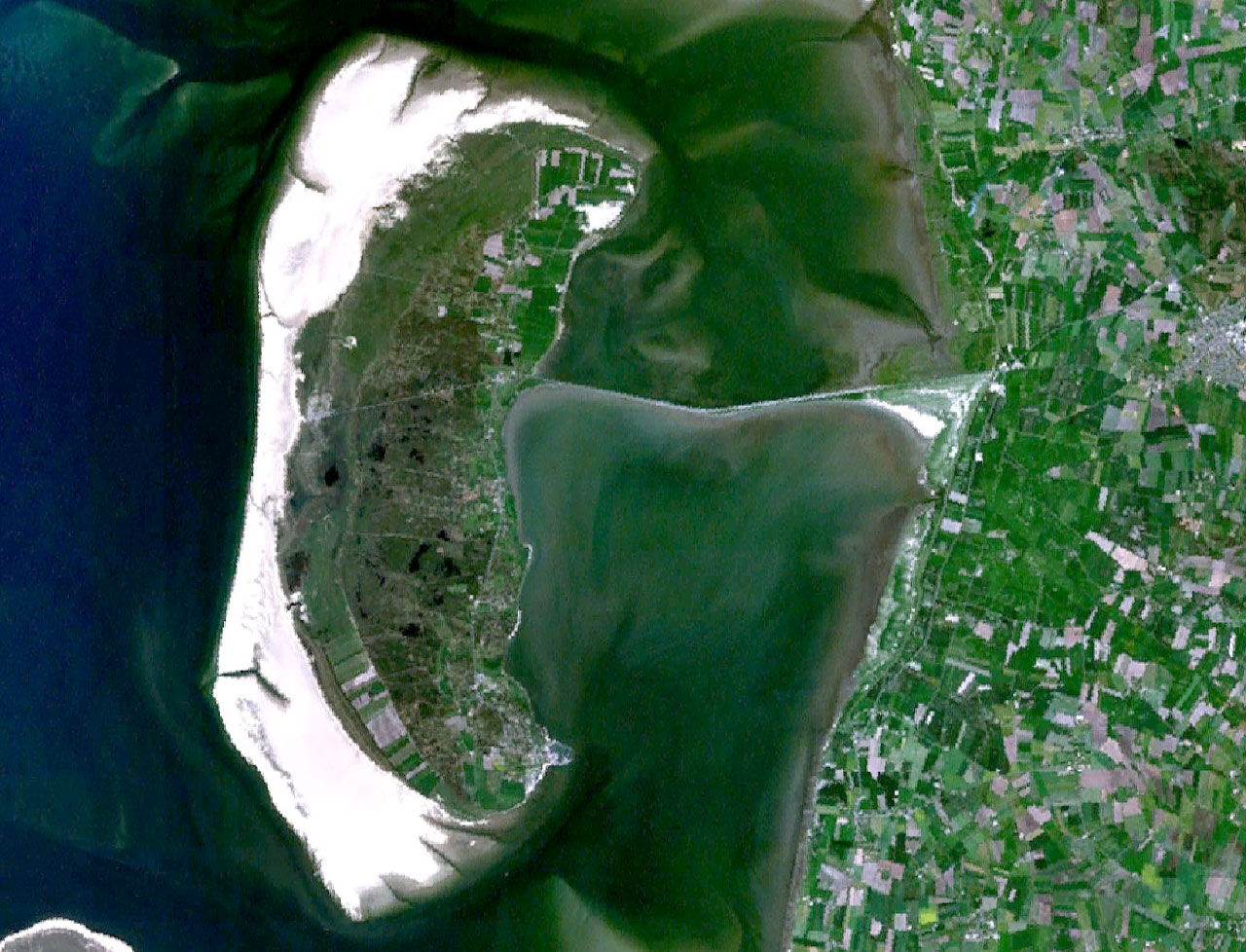
Zdjęcie satelitarne wyspy Rømø

Rømø – wyspa w Danii, na Morzu Północnym (Morze Wattowe), w archipelagu Wysp Północnofryzyjskich. Jej powierzchnia wynosi 128,86 km². W 2017 roku liczyła 584 mieszkańców; gęstość zaludnienia wynosiła 4,53 os./km².

## Historia

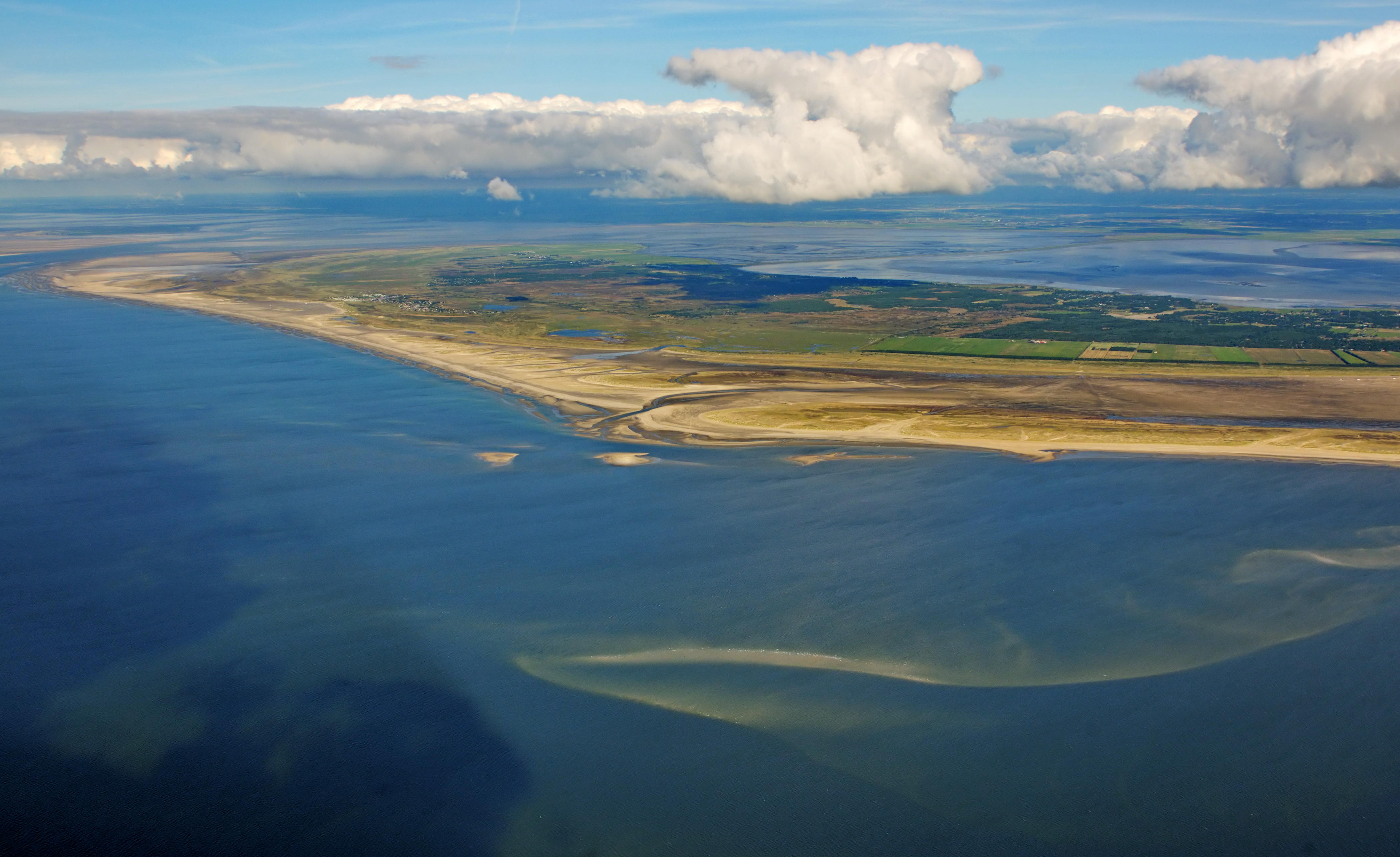
Rømø

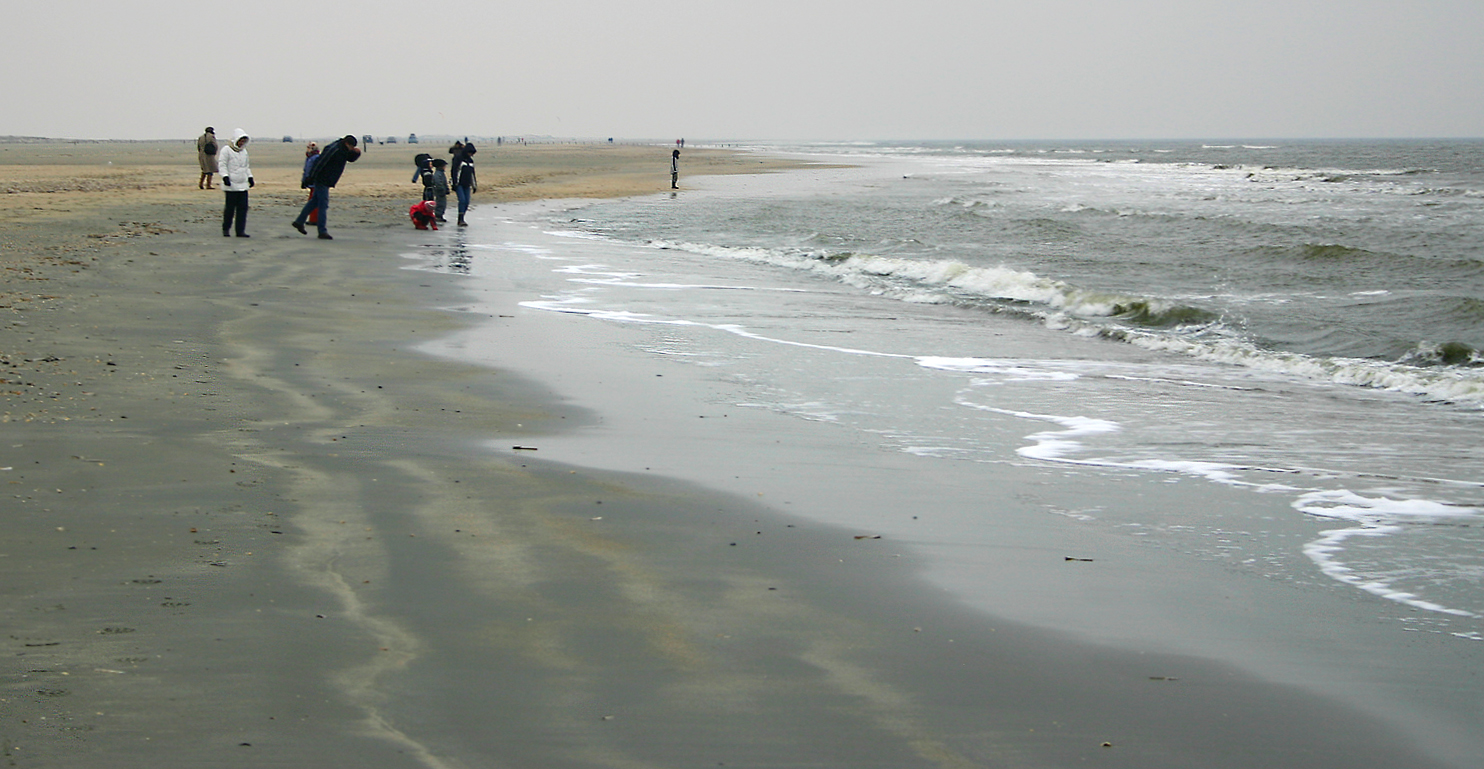
Plaża na Rømø

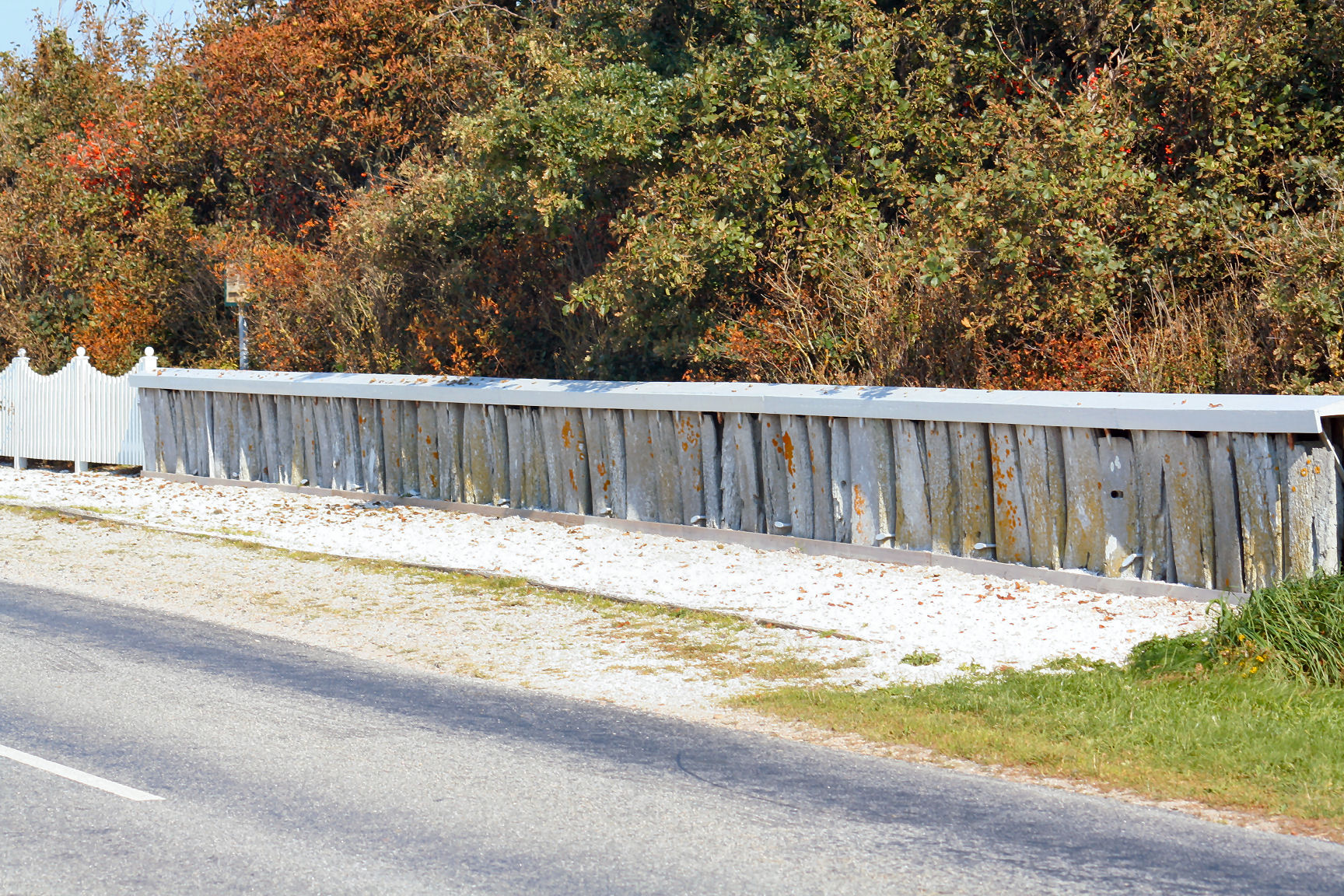
Płot z kości wielorybiej w Juvre

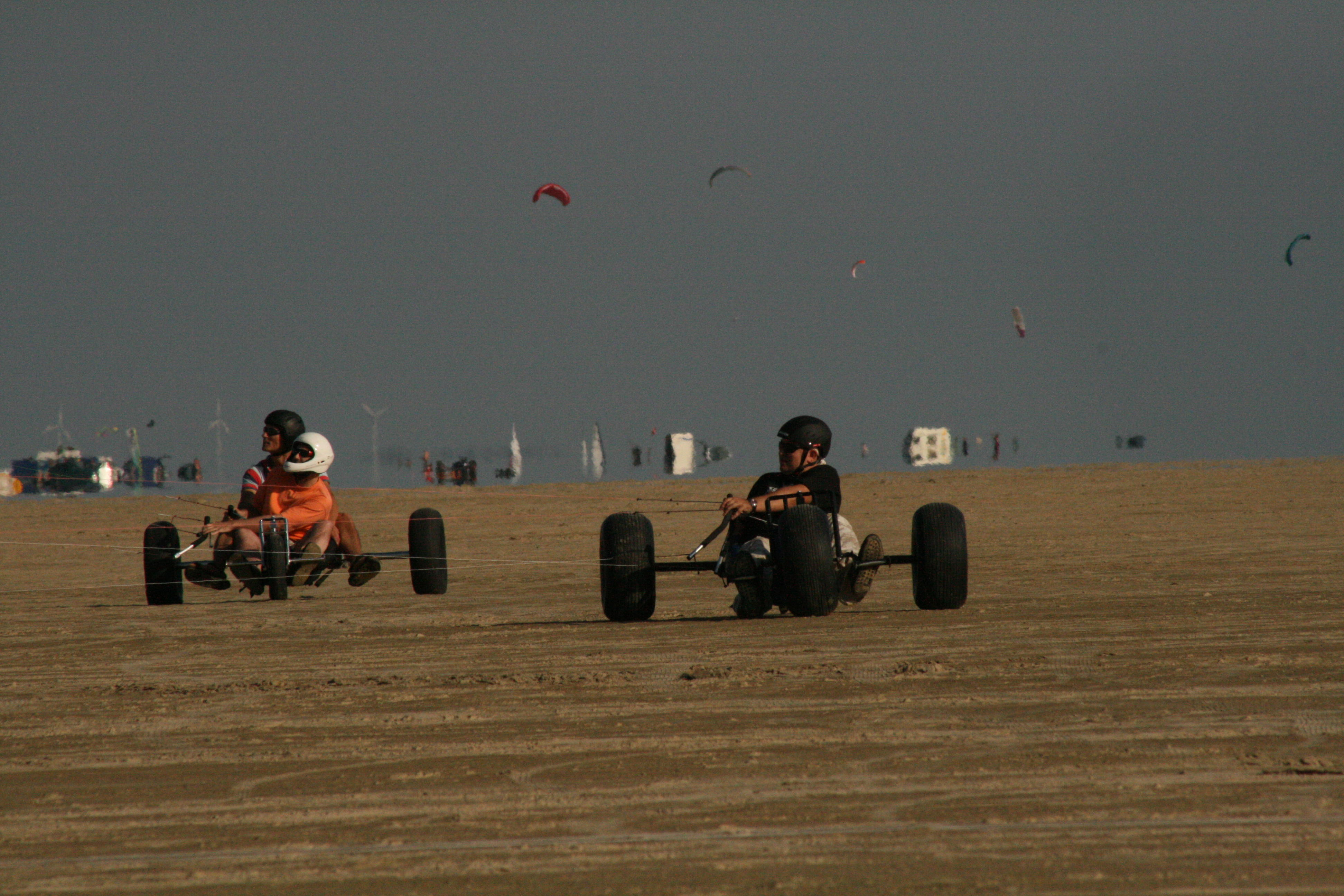
Kurs buggykitingu na wyspie Romo w Danii

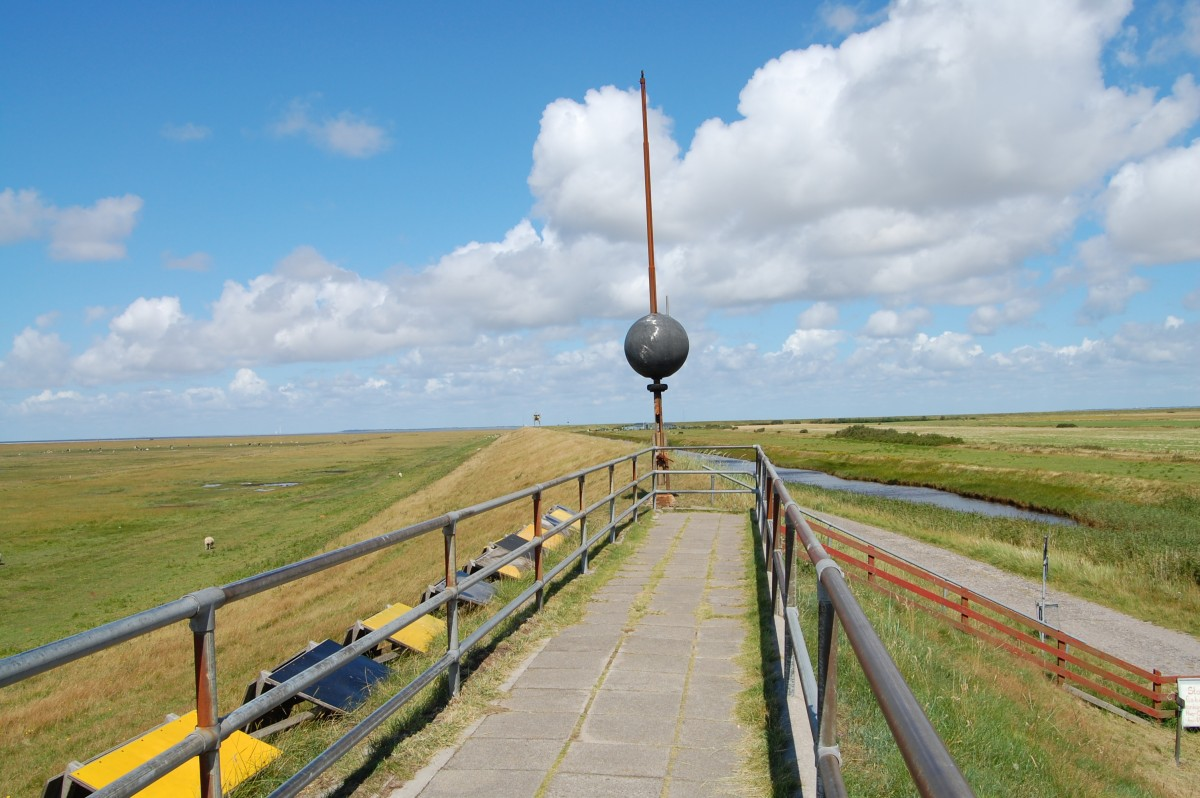
Wyspa Rømø – poligon operacyjny lotnictwa duńskiego

Ze względu na permanentny brak materiałów budowlanych na wyspie w ubiegłych stuleciach mieszkańcy wykorzystywali w celach budowlanych nawet kości wielorybie. Pozostałościami owego „wielorybio-kostnego” stylu budowlanego są dom na fundamentach wielorybich i fragment płotu w Juvre.

## Krótki opis
Największą miejscowością na wyspie jest leżący na południu port rybacki Havneby, liczący w 2017 roku 266 mieszkańców (stąd kursuje prom na niemiecką wyspę Sylt). Na wyspie znajduje się największa w północnej Europie plaża piaszczysta, osiągająca w czasie odpływu 2,5 km szerokości i 8,5 km długości. Na plaży jest dopuszczony ruch samochodowy aż do linii cofających się wód odpływowych Morza Północnego. Przy wyjeździe z plaży znajduje się stacja benzynowa z możliwością dokładnego wypłukania podwozia po opuszczeniu plaży.

## Obiekty wojskowe
Północna część wyspy jest poprzecinana sieciami poniemieckich bunkrów z II wojny światowej (dostępnych z przewodnikiem) służących ochronie stanowiska olbrzymiego radaru niemieckiego. Część ta jest również poligonem operacyjnym lotnictwa duńskiego (obserwacja ćwiczeń bojowych lotników duńskich jest ogólnodostępna).

## Sport i rekreacja
Odpływowa plaża na wyspie jest mekką żeglarstwa lądowego. Południowa część plaży jest miejscem podzielonym na dwie części. Pierwsza przeznaczona tylko dla jachtów lądowych, druga (większa) do uprawiania buggykitingu.
Wnętrze wyspy jest porośnięte licznymi wrzosowiskami doskonale zaadaptowanymi w wilgotno-morskim klimacie wyspy. W pobliżu portu w Havneby znajduje się strusia farma.
Na wyspie stosuje się również rozpowszechnione w Skandynawii Prawo wszystkich ludzi (Allemansrätten).
Rømø jest połączona z wyspą Sylt promem, a z główną częścią Danii groblą.